# العلاقات الإندونيسية الغرينادية
العلاقات الإندونيسية الغرينادية هي العلاقات الثنائية التي تجمع بين إندونيسيا وغرينادا.

## مقارنة بين البلدين
هذه مقارنة عامة ومرجعية للدولتين:
| وجه المقارنة                                              | إندونيسيا         | غرينادا                                |
| --------------------------------------------------------- | ----------------- | -------------------------------------- |
| المساحة (كم2)                                             | 1.90 مليون        | 348                                    |
| عدد السكان (نسمة)                                         | 263.99 مليون      | 107.83 ألف                             |
| الكثافة السكانية (ن./كم²)                                 | 138.94            | 30.99 ألف                              |
| العاصمة                                                   | جاكرتا            | سانت جورجز                             |
| اللغة الرسمية                                             | اللغة الإندونيسية | لغة إنجليزية، إنكليزية غرنادة المولدة ‏ |
| العملة                                                    | روبية إندونيسية   | دولار شرق الكاريبي                     |
| الناتج المحلي الإجمالي (بليون دولار)                      | 1.02 تريليون      | 1.12 مليار                             |
| الناتج المحلي الإجمالي (تعادل القوة الشرائية) بليون دولار | 2.85 تريليون      | 1.45 مليار                             |
| الناتج المحلي الإجمالي الاسمي للفرد دولار أمريكي          | 3.35 ألف          | 9.21 ألف                               |
| الناتج المحلي الإجمالي للفرد دولار أمريكي                 | 10.52 ألف         | 12.43 ألف                              |
| مؤشر التنمية البشرية                                      | 0.684             | 0.750                                  |
| رمز المكالمات الدولي                                      | +62               | +1473                                  |
| رمز الإنترنت                                              | .id               | .gd                                    |
| المنطقة الزمنية                                           |                   | 00                                     |

## منظمات دولية مشتركة
يشترك البلدان في عضوية مجموعة من المنظمات الدولية، منها:
| علم المنظمة | اسم المنظمة                               | تاريخ انضمام إندونيسيا | تاريخ انضمام غرينادا |
| ----------- | ----------------------------------------- | ---------------------- | -------------------- |
|             | الاتحاد البريدي العالمي                   | ?                      | ?                    |
|             | يونسكو                                    | 27 مايو 1950           | 17 فبراير 1975       |
|             | البنك الدولي للإنشاء والتعمير             | 13 أبريل 1967          | 27 أغسطس 1975        |
|             | منظمة التجارة العالمية                    | ?                      | ?                    |
|             | وكالة ضمان الاستثمار متعدد الأطراف        | 12 أبريل 1988          | 12 أبريل 1988        |
|             | الاتحاد الدولي للاتصالات                  | 1949                   | 17 نوفمبر 1981       |
|             | منظمة الشرطة الجنائية الدولية             | 5 أكتوبر 1954          | ?                    |
|             | مؤسسة التمويل الدولية                     | 23 أبريل 1968          | 28 أغسطس 1975        |
|             | الأمم المتحدة                             | 28 سبتمبر 1950         | 17 سبتمبر 1974       |
|             | مؤسسة التنمية الدولية                     | 20 أغسطس 1968          | 28 أغسطس 1975        |
|             | منظمة حظر الأسلحة الكيميائية              | ?                      | ?                    |
|             | المركز الدولي لتسوية المنازعات الاستشارية | 28 أكتوبر 1968         | 23 يونيو 1991        |

## وصلات خارجية
- موقع وزارة الخارجية الإندونيسية